# 闻家湖
闻家湖是一个位于中国浙江省嘉兴县的湖泊，面积约为3.7平方千米，平均水深约为2米。